# Diga di Sürgü
La diga di Sürgü è una diga della Turchia. Si trova nella provincia di Malatya.